# UCI Oceania Tour 2008
L'UCI Oceania Tour 2008 fu la quarta edizione dell'UCI Oceania Tour, uno dei cinque circuiti continentali di ciclismo dell'Unione Ciclistica Internazionale. Era composto da sei corse che si svolsero tra ottobre 2007 e gennaio 2008 in Australia e Nuova Zelanda.

## Calendario

### Ottobre 2007
| Data  | Prova                            | Cat. | Vincitore      | Squadra    |
| ----- | -------------------------------- | ---- | -------------- | ---------- |
| 14-21 | Herald Sun Tour                  | 2.1  | Matthew Wilson | Unibet.com |
| 27    | Melbourne to Warrnambool Classic | 1.2  | Timothy Decker | Bendigo    |

### Novembre 2007
| Data | Prova                             | Cat. | Vincitore       | Squadra              |
| ---- | --------------------------------- | ---- | --------------- | -------------------- |
| 5-10 | Tour of Southland                 | 2.2  | Hayden Roulston | Trek-Zookeepers Cafe |
| 14   | Campionati oceaniani - Cronometro | CC   | Gordon McCauley | Nuova Zelanda        |
| 18   | Campionati oceaniani - In linea   | CC   | Hayden Roulston | Nuova Zelanda        |

### Gennaio
| Data | Prova              | Cat. | Vincitore    | Squadra                |
| ---- | ------------------ | ---- | ------------ | ---------------------- |
| 30-3 | Tour of Wellington | 2.2  | Travis Meyer | Southaustralia.com-AIS |

## Classifiche
Risultati finali.
| Pos. | Corridore        | Squadra        | Punti |
| ---- | ---------------- | -------------- | ----- |
| 1    | Hayden Roulston  |                | 193   |
| 2    | Travis Meyer     | Southaustralia | 91    |
| 3    | Joseph Chapman   |                | 77    |
| 4    | Paul Odlin       |                | 60    |
| 5    | Joost van Leijen | Van Vliet-EBH  | 52    |
| 6    | Marc Ryan        |                | 50    |
| 7    | Gordon McCauley  |                | 46    |
| 8    | David Pell       | Savings & L.   | 43    |
| 8    | Rory Sutherland  | Health Net     | 43    |
| 10   | Clinton Avery    |                | 40    |

| Pos. | Squadra                        | Punti |
| ---- | ------------------------------ | ----- |
| 1    | Southaustralia.com-AIS         | 174   |
| 2    | Bissell Pro Cycling Team       | 103   |
| 3    | Savings & Loans Cycling Team   | 100   |
| 4    | Van Vliet-EBH Elshof           | 52    |
| 5    | Garmin-Chipotle                | 48    |
| 6    | Health Net presented by Maxxis | 43    |
| 7    | Praties                        | 36    |
| 8    | Toyota-United                  | 35    |
| 9    | Drapac Porsche                 | 23    |
| 10   | Team Budget Forklifts          | 18    |

| Pos. | Nazione       | Punti   |
| ---- | ------------- | ------- |
| 1    | Australia     | 1 234,7 |
| 2    | Nuova Zelanda | 793,2   |